# Beilschmiedia dielsiana
Beilschmiedia dielsiana är en lagerväxtart som beskrevs av Teschn.. Beilschmiedia dielsiana ingår i släktet Beilschmiedia och familjen lagerväxter. Inga underarter finns listade i Catalogue of Life.